# + +
[+ +] (lê-se: plus plus) é o EP de estreia do girl group sul-coreano LOOΠΔ. Foi lançado de forma digital e física e em plataformas de streaming em 20 de agosto de 2018 pela empresa Blockberry Creative e distribuído por Danal Entertainment e Kakao M (reedição).
Foi relançado em 19 de fevereiro de 2019 com o nome de [× ×] (lê-se: multiply multiply), contendo seis faixas adicionais.

## Antecedentes e lançamento
A empresa Blockberry Creative anunciou a criação do girl group LOOΠΔ em setembro de 2016, promovendo-o com o conceito de apresentar todas as doze integrantes ao público por lançamentos solo (uma garota para cada mês) que destacassem seus talentos tanto individualmente quanto em sub-unidades antes da formação do grupo completo. A primeira integrante, HeeJin, teve seu single lançado em 5 de outubro do mesmo ano, levando dezoito meses para que o single da última integrante, Olivia Hye, fosse lançado em 30 de março de 2018.
A estreia do grupo gerou expectativa em fãs do gênero K-pop devido à ousadia e à duração do projeto inicial, bem como as táticas adotadas por fãs para divulgá-lo por meio de redes sociais, fazendo com que a Blockberry Creative anunciasse o álbum [+ +] através de um teaser de mesmo nome em seu canal oficial do YouTube no dia 28 de julho. Além disso, foram anunciados um single antecipado com vídeo promocional ("favOrIte", com lançamento em 7 de julho de 2018) e um concerto de estreia para a véspera do lançamento ("LOOΠΔbirth", realizado em 19 de agosto de 2018).
As promoções da faixa-título, Hi High, tiveram início no dia 23 de agosto de 2018 no programa MCountdown da Mnet.

## Recepção
[+ +] foi o segundo álbum com mais cópias vendidas entre girl groups que tiveram sua estreia no ano de 2018, com 52.823 unidades certificadas pela Gaon, além de ter sido o 15º álbum mais bem-sucedido entre todos os lançamentos de girl groups e 80º álbum mais vendido daquele ano. O álbum estreou em 2º lugar na mesma tabela, além de ter alcançado a vigésima posição na parada US Independent Albums e a quarta posição nas paradas US Heatseekers e US World Albums, todas pertencentes à revista Billboard.

## Reedição
A versão de relançamento do álbum, [× ×], foi anunciada através de um vídeo teaser publicado em 31 de dezembro de 2018, junto com outro concerto ("LOOΠΔVERSE", realizado em 16 e 17 de fevereiro de 2019). Esta edição acrescentou seis faixas ao EP original, totalizando doze músicas, e sua distribuição deu-se através da empresa Kakao M.
Assim como em sua versão original, [× ×] estreou em diversas paradas musicais dos Estados Unidos, alcançando a 4ª posição na US World Albums, 8ª posição em Heatseekers e 22ª em US Independent Albums. Nas paradas musicais domésticas, o EP chegou à terceira posição na lista de álbuns mais vendidos em sua segunda semana. O trabalho alcançou a marca de 45,274 unidades vendidas na Gaon Album Chart em abril de 2019.

## Lista de faixas
[+ +]
| N.º            | Título         | Letras                                            | Música                                                                                         | Arranjo                                                  | Duração |  |
| 1.             | "+ +"          |                                                   | Hwang Hyun (MonoTree) NOPARI GDLO (MonoTree) Artronic Waves Billie Jean (BADD) SlyBerry (BADD) | Hwang Hyun (MonoTree)                                    | 0:58    |  |
| 2.             | "Hi High"      | Jaden Jeong GDLO (MonoTree) Hwang Hyun (MonoTree) | Hwang Hyun (MonoTree) GDLO (MonoTree) Mayu Wakusaka                                            | Hwang Hyun (MonoTree) GDLO (MonoTree)                    | 3:16    |  |
| 3.             | "favOriTe"     | Kim Su-jung Jaden Jeong                           | Billie Jean (BADD) Sophia Pae SlyBerry (BADD) Kim Jin-hyeong (BADD)                            | Billie Jean (BADD) SlyBerry (BADD) Kim Jin-hyeong (BADD) | 3:14    |  |
| 4.             | "열기 (9)"     | Seo Jung-ah                                       | Brooke Toia Daniel Caesar Ludwig Lindell Adelen Steen                                          | Brooke Toia Daniel Caesar Ludwig Lindell Adelen Steen    | 3:30    |  |
| 5.             | "Perfect Love" | Le'mon                                            | Yun Jong-sung (MonoTree) Le'mon                                                                | Yun Jong-sung (MonoTree)                                 | 3:42    |  |
| 6.             | "Stylish"      | Iggy (OREO) Lambo (OREO)                          | Mike Macdermid Emma O'Gorman Marc Lian David Brant Iggy (OREO)                                 |                                                          | 3:29    |  |
| Duração total: | Duração total: | Duração total:                                    | Duração total:                                                                                 | Duração total:                                           | 18:09   |  |

[× ×]
| N.º            | Título             | Letras                                            | Música                                                                                         | Arranjo                                                  | Duração |  |
| 1.             | "× ×"              |                                                   | Kim Jin-hyeong (BADD) SlyBerry(BADD) Billie Jean(BADD)                                         | Kim Jin-hyeong (BADD) SlyBerry(BADD) Billie Jean(BADD)   | 0:48    |  |
| 2.             | "Butterfly"        | G-high (MonoTree) Jaden Jeong                     | G-high (MonoTree)                                                                              | G-high (MonoTree)                                        | 3:57    |  |
| 3.             | "Satellite (위성)" | ZNEE (153/Joombas) Jaden Jeong                    | David Amber Ashley Alisha (153/Joombas)                                                        | David Amber                                              | 3:09    |  |
| 4.             | "Curiosity"        | Park Ji-yeon (MonoTree)                           | G-high (MonoTree) Ashley Alisha (153/Joombas)                                                  | G-high (MonoTree)                                        | 3:09    |  |
| 5.             | "Colors (색깔)"    | Dally Jaden Jeong                                 | Billie Jean (BADD) Hiekee Kim Jin-hyeong (BADD)                                                | Billie Jean (BADD)                                       | 3:15    |  |
| 6.             | "Where You At"     | Park Ji-yeon (MonoTree)                           | Daniel Kim Mekay Ylva Dimberg                                                                  | Daniel Kim                                               | 3:27    |  |
| 7.             | "Stylish"          | Iggy (OREO) Lambo (OREO)                          | Mike Macdermid Emma O'Gorman Marc Lian David Brant Iggy (OREO)                                 |                                                          | 3:29    |  |
| 8.             | "Perfect Love"     | Le'mon                                            | Yun Jong-sung (MonoTree) Le'mon                                                                | Yun Jong-sung (MonoTree)                                 | 3:42    |  |
| 9.             | "열기 (Heat)"      | Seo Jung-ah                                       | Brooke Toia Daniel Caesar Ludwig Lindell Adelen Steen                                          | Brooke Toia Daniel Caesar Ludwig Lindell Adelen Steen    | 3:30    |  |
| 10.            | "favOriTe"         | Kim Su-jung Jaden Jeong                           | Billie Jean (BADD) Sophia Pae SlyBerry (BADD) Kim Jin-hyeong (BADD)                            | Billie Jean (BADD) SlyBerry (BADD) Kim Jin-hyeong (BADD) | 3:14    |  |
| 11.            | "Hi High"          | Jaden Jeong GDLO (MonoTree) Hwang Hyun (MonoTree) | Hwang Hyun (MonoTree) GDLO (MonoTree) Mayu Wakusaka                                            | Hwang Hyun (MonoTree) GDLO (MonoTree)                    | 3:16    |  |
| 12.            | "+ +"              |                                                   | Hwang Hyun (MonoTree) NOPARI GDLO (MonoTree) Artronic Waves Billie Jean (BADD) SlyBerry (BADD) | Hwang Hyun (MonoTree)                                    | 0:58    |  |
| Duração total: | Duração total:     | Duração total:                                    | Duração total:                                                                                 | Duração total:                                           | 35:54   |  |